# Čab
Čab és un poble i municipi d'Eslovàquia que es troba a la regió de Nitra, al sud-oest del país. El 2021 tenia 775 habitants. És documentat per primera vegada el 1326.

## Demografia
| Godina             | 1994 | 2004 | 2014   | 2024   |
| ------------------ | ---- | ---- | ------ | ------ |
| Nombre de persones | 0    | 713  | 779    | 769    |
| Diferència         |      | –    | +9,25% | −1,28% |

| Godina             | 2023 | 2024   |
| ------------------ | ---- | ------ |
| Nombre de persones | 780  | 769    |
| Diferència         |      | −1,41% |